# Te (kana)
て in hiragana o テ in katakana è un kana giapponese che rappresenta una mora. È pronunciato [te]. Occupa la 19ª posizione nel sillabario, tra つ e と.
Sia il simbolo hiragana て che il katakana テ provengono, tramite il man'yōgana, dal kanji 天.
| Forma                    | Rōmaji     | Hiragana                     | Katakana                     |
| ------------------------ | ---------- | ---------------------------- | ---------------------------- |
| Normale t- (た行 ta-gyō) | te         | て                           | テ                           |
| Normale t- (た行 ta-gyō) | tei tee tē | てい, (てぃ) てえ, てぇ てー | テイ, (ティ) テエ, テェ テー |
| dakuten d- (だ行 da-gyō) | de         | で                           | デ                           |
| dakuten d- (だ行 da-gyō) | dei dee dē | でい, (でぃ) でえ, でぇ でー | デイ, (ディ) デエ, デェ デー |

| tha     | てゃ   | テャ   |
| ti, thi | てぃ   | ティ   |
| thu     | てゅ   | テュ   |
| (the)   | (てぇ) | (テェ) |
| tho     | てょ   | テョ   |

| dha     | でゃ   | デャ   |
| di, dhi | でぃ   | ディ   |
| dhu     | でゅ   | デュ   |
| (dhe)   | (でぇ) | (デェ) |
| dho     | でょ   | デョ   |

## Scrittura

### Hiragana
て è composto da un solo tratto:

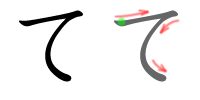
Stile di scrittura di て

1. Il tratto inizia orizzontale e prosegue verticalmente e finendo con un leggero semicerchio verso destra.

### Katakana
テ è composto da tre tratti:
1. Tratto orizzontale.

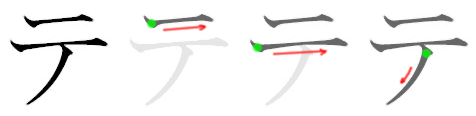
Stile di scrittura di テ

2. Tratto orizzontale, sotto al primo e leggermente più lungo.
3. Tratto diagonale, leggermente incurvato, da va destra verso sinistra, e che inizia al centro del secondo tratto.